# Onthophagus salebrosus
Onthophagus salebrosus là một loài bọ cánh cứng trong họ Bọ hung (Scarabaeidae).